# Ophiomyia parvella
Ophiomyia parvella är en tvåvingeart som beskrevs av Spencer 1973. Ophiomyia parvella ingår i släktet Ophiomyia och familjen minerarflugor. Inga underarter finns listade i Catalogue of Life.